# Daïra de Boualem
Pour les articles homonymes, voir Boualem (homonymie).
La daïra de Boualem est une daïra d'Algérie située dans la wilaya d'El Bayadh et dont le chef-lieu est la ville éponyme de Boualem.

## Localisation
La daïra est située au nord-est de la wilaya d'El Bayadh.

## Communes
La daïra est composéé de cinq communes : Boualem, Sidi Ameur, Sidi Slimane, Sidi Tifour et Stitten.